# Vitolio Tipotio
Vahaafenua Vitolio Tipotio (Wallis, 17 luglio 1975) è un ex giavellottista francese del territorio d'oltremare di Wallis e Futuna.

## Palmarès
| Anno | Manifestazione           | Sede         | Evento                 | Risultato | Prestazione | Note |
| ---- | ------------------------ | ------------ | ---------------------- | --------- | ----------- | ---- |
| 1995 | Giochi del Sud Pacifico  | Pirae        | Lancio del giavellotto | Bronzo    | 71,32 m     |      |
| 1997 | Giochi della Francofonia | Antananarivo | Lancio del giavellotto | Argento   | 72,61 m     |      |
| 1999 | Giochi del Sud Pacifico  | Santi Rita   | Lancio del giavellotto | Argento   | 73,01 m     |      |
| 2005 | Giochi del Mediterraneo  | Almería      | Lancio del giavellotto | Oro       | 75,20 m     |      |
| 2005 | Giochi della Francofonia | Niamey       | Lancio del giavellotto | Argento   | 67,79 m     |      |
| 2009 | Giochi del Mediterraneo  | Pescara      | Lancio del giavellotto | 7º        | 72,93 m     |      |
| 2009 | Giochi della Francofonia | Beirut       | Lancio del giavellotto | 4º        | 74,19 m     |      |
| 2011 | Giochi del Pacifico      | Numea        | Lancio del giavellotto | Argento   | 65,92 m     |      |
| 2013 | Mini-Giochi del Pacifico | Mata Utu     | Lancio del giavellotto | Argento   | 66,79 m     |      |
| 2015 | Giochi del Pacifico      | Port Moresby | Lancio del giavellotto | Argento   | 65,41 m     |      |

## Altre competizioni internazionali
2007
- Coppa Europa di atletica leggera ( Monaco di Baviera)
- Argento in Coppa Europa ( Monaco di Baviera), lancio del giavellotto - 79,69 m

## Titoli nazionali
- Vincitore del titolo nazionale francese nel: 1999, 2006, 2007, 2009, 2013.